# Caprimulgus clarus
Caprimulgus clarus е вид птица от семейство Caprimulgidae.

## Разпространение
Видът е разпространен в Етиопия, Кения, Сомалия, Судан, Танзания, Уганда и Южен Судан.